# Gangnam

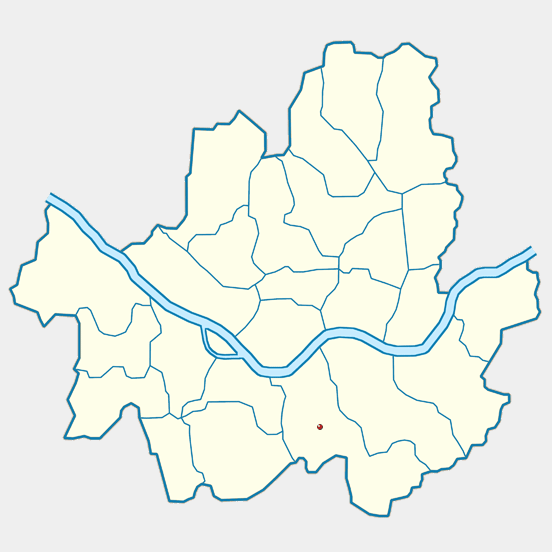
Seocho-gu

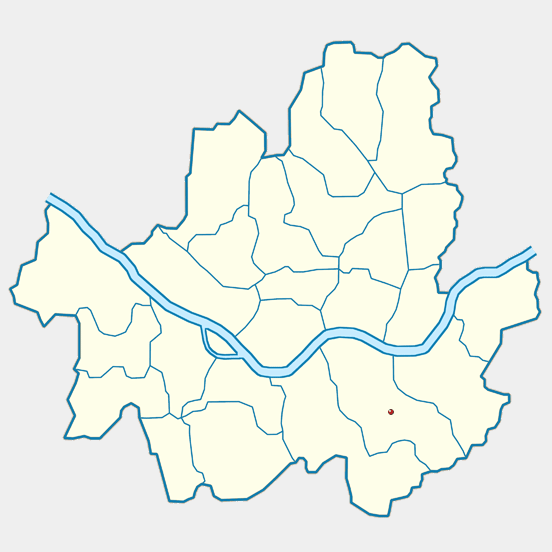
Gangnam-gu

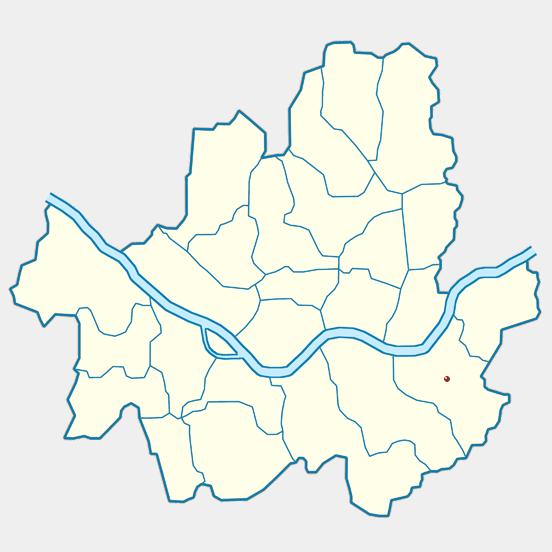
Songpa-gu

Khu Gangnam bao gồm các quận Gangnam, Seocho và Songpa - là một đơn vị hành chính của thủ đô Seoul, Hàn Quốc. Đây là khu vực giàu có nhất của Seoul.
Khu vực này nổi tiếng với những cư dân thuộc tầng lớp thượng lưu, hoạt động thương mại nhộn nhịp, sầm uất, giá bất động sản, chi phí sinh hoạt, cho thuê mặt bằng kinh doanh, giáo dục,... đắt đỏ. 